# Prinses Irenebrug (Uithoorn)

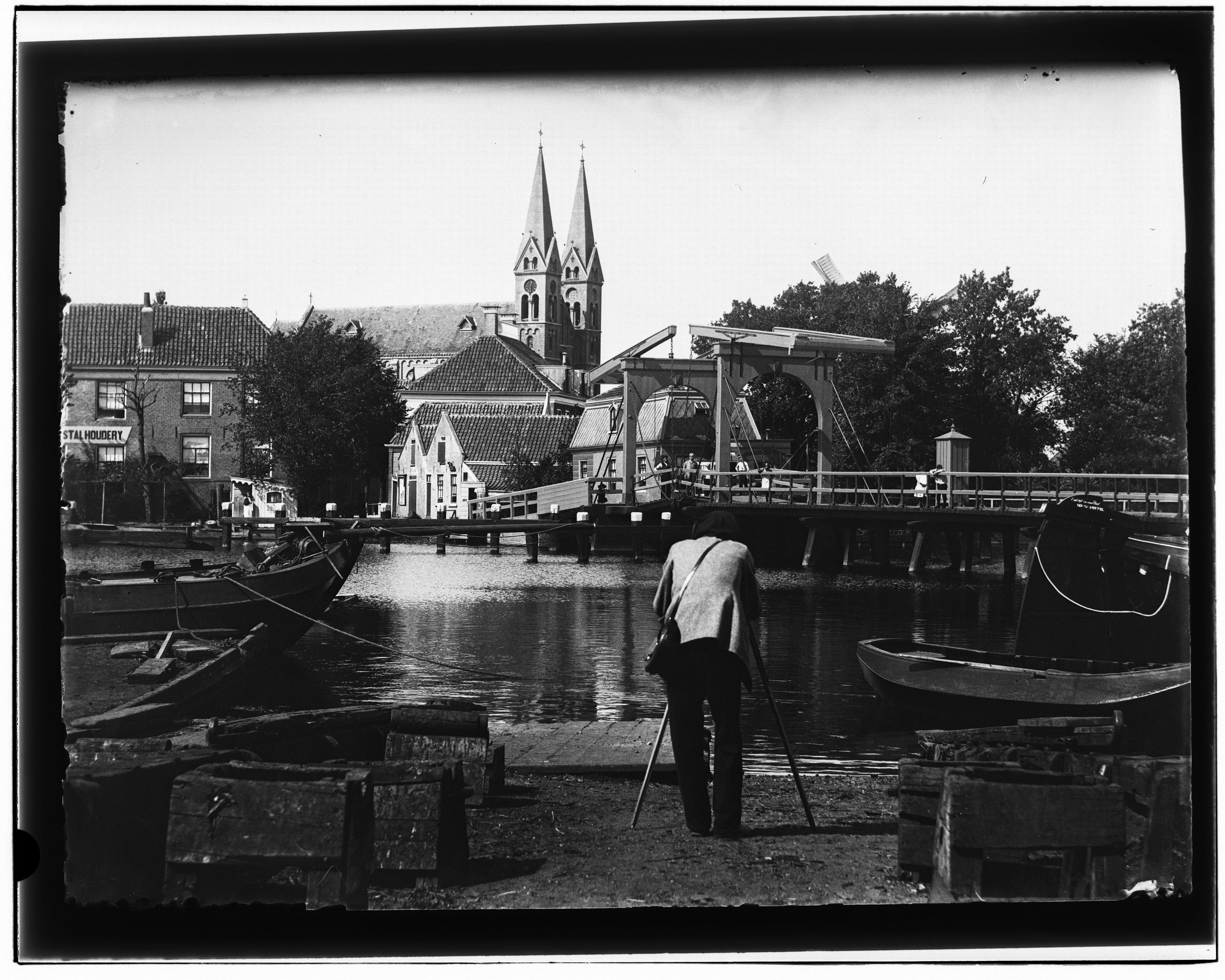
De dubbele ophaalbrug door Jacob Olie in 1895

De Prinses Irenebrug is een brug in Uithoorn. De brug is vernoemd naar Irene der Nederlanden, geboren 5 augustus 1939 en is gelegen op de plaats waar de Provinciale weg 196 de Amstel kruist. Ze vormt samen met de Amstel hier de grens tussen de provincies Noord-Holland en Utrecht.
Er lag hier tijden lang een (dubbele) ophaalbrug/klapbrug met enkele aanbruggen ter hoogte van de Schans (Uithoorn). In de jaren 1930-1939 zocht men naar betere verbindingen tussen het gebied ten westen van de Amstel en Het Gooi. Vanuit Amsterdam was men al (in gedachten) bezig met de Gooiseweg (al zou die nog bijna 20 jaar op zich laten wachten), maar ook vanuit Ouderkerk aan de Amstel werd een betere verbinding gemaakt. Ook die verbinding moest gelegd worden over de Amstel en ook daar verdween een dubbele ophaalbrug. Met het vernieuwen van de bruggen in Ouderkerk aan de Amstel en Uithoorn bleef in Amsterdam de Magere Brug als enige ophaalbrug over de Amstel bewaard, al hing haar bestaan ook aan een zijden draad. Een nieuwe brug in Uithoorn werd nodig omdat de plaatselijke straat/weg werd omgedoopt tot nieuwe primaire verkeersweg. In januari 1938 werd geconstateerd, dat alhoewel de brug verstevigd was, deze niet meer geschikt was voor het dragen van vervoersmiddelen van 1000 kg of meer. In januari 1939 begon men met de bouw van een nieuwe brug, die pal ten noorden van de ophaalbrug kwam te liggen. De nieuwe brug kreeg ook enkele aanbruggen. De aanleg ging ten koste van een "kom" in de Amstel, waaraan een binnenhaventje lag. Ook het oude gemeentehuis van Uithoorn met postkantoor moest wijken. Uithoorn kreeg wel geld voor een nieuw gemeentehuis, dat aan het Marktplein en de Amstel kwam te staan.
Een feestelijke opening van de brug op 2 september 1939 werd geannuleerd in verband met de inval van Nazi-Duitsland in Polen, tijdens de Tweede Wereldoorlog. Ze werd zonder feestelijkheden opengesteld, bovendien was het aansluitende gedeelte in de provincie Utrecht nog niet geheel gereed. De Duitse bezetting zorgde er tevens voor dat de brug tijdelijk een andere naam kreeg: Admiralenbrug. Eind jaren vijftig kwam de brug weer in het nieuws. Het werd (toen al) onwenselijk geacht dat de provinciale weg dwars door het dorp bleef lopen. Hetzelfde werd in de jaren tachtig opnieuw geconstateerd: de brug functioneerde als flessenhals in de weg en filevorming was aan de orde van de dag.
In de jaren tien van de 21e eeuw rommelt het opnieuw rond de brug, ze werd gerenoveerd. De gemeente Uithoorn wilde het verkeer richting het centrum van Uithoorn indammen en de brug alleen richting oost openstellen voor verkeer. De gemeente De Ronde Venen in de provincie Utrecht met de inwoners van het dorp Amstelhoek voorop vond dit onwenselijk. Plaatselijk verkeer zou dan 5 kilometer moeten omrijden om van de ene naar de andere kant van de Amstel te kunnen komen. De zaak werd tot in de rechtszaal uitgevochten. Uiteindelijk werd besloten tweerichtingsverkeer op de brug mogelijk te houden, de barrière voor doorgaand verkeer werd ten westen van de brug gelegd. Doorgaand snelverkeer zou op die manier geweerd worden uit het centrum van Uithoorn.
Opvallend aan de brug is het brugwachtershuisje met haar groene dak. Bij de brug werd ook een brugwachterswoning gebouwd, maar die ging in de jaren negentig tegen de vlakte.